# اوبرنزل
اوبرنزل (به آلمانی: Obernzell) یک شهر در آلمان است که در بایرن واقع شده‌است.

## خصوصیات
اوبرنزل ۱۸٫۲۵ کیلومترمربع مساحت دارد ۲۹۴ متر بالاتر از سطح دریا واقع شده‌است.